# Cronulla-Sutherland Sharks
Il Cronulla-Sutherland Sharks è una squadra professionista di rugby a 13 con sede a Cronulla, nella Contea di Sutherland, nel Nuovo Galles del Sud. Milita nella National Rugby League (NRL), il campionato d'élite di rugby a 13 dell'Australasia. 
Gli Sharks, come sono comunemente noti, vennero ammessi al campionato della New South Wales Rugby League, predecessore dell'Australian Rugby League e dell'attuale campionato della National Rugby League, nel gennaio del 1967. Il club disputò ogni stagione sin da allora e durante la guerra della Super League si unì al campionato ribelle prima di continuare nel campionato NRL riunificato. Gli Sharks giocano da 50 anni in questo campionato, hanno partecipato a quattro grand final e vinto la loro prima premiership nel 2016 dopo aver battuto i Melbourne Storm all'ANZ Stadium.

## Storia
Nel 1967, la New South Wales Rugby Football League (NSWRFL) aggiunse due nuove squadre al campionato: Cronulla-Sutherland e Penrith, i primi a unirsi al campionato dopo che Parramatta e Manly vennero ammessi 20 anni prima, nel 1947.
Il Cronulla esordì nel 1967, indossando una maglia azzurra ornata da una V bianca sul petto e numeri rossi sul retro, nell'allora stadio di casa, il Sutherland Oval, guidati dal capitano Monty Porte, vincitore di vari campionati, e dall'allenatore Ken Kearney. Il Cronulla si fece subito notare quando sconfisse l'Eastern Suburbs al Sydney Sports Ground nel suo primo incontro. La squadra vinse altre due partite, contro il Norths e il Parramatta, per poi inanellare una serie di sconfitte che la portò a finire la stagione ultima in classifica.
A metà stagione 1968, il club si trasferì definitivamente all'Endeavour Field a Woolooware e divenne l'unico club di Sydney a essere proprietario dello stadio. Il loro primo match fu contro il Parramatta, dove i Cronulla Sharks vinsero per 10-7.

### Anni 70
Il Cronulla arrivò alla sua prima finale nel 1973 contro Manly Warringah, perdendo con un di punteggio di 10-7. Il Cronulla incontrò di nuovo i Sea Eagles nella finale del 1978, portandosi in vantaggio per 7–2 a fine secondo tempo. Nell'incontro contro il Manly, nonostante il vantaggio acquisito, subì una pesante rimonta, e il risultato si ribaltò, 7-11. Steve Rogers segnò un calcio di punizione in ritardo per fissare il punteggio finale in parità sull'11 pari. Nella partita di ritorno gli Sharks schierarono una squadra molto indebolita a causa degli infortuni. La partita terminò a favore del Manly, con una vittoria per 16-0. Il Cronulla ha giocato entrambe le partite senza i giocatori squalificati Greg Pierce e Dane Sorensen, mentre il tallonatore John McMartin, il terzino Mick Mullane e Barry Andrews erano tutti infortunati per la partita di ritorno.

### Anni 80
A seguito di gravi problemi finanziari con la NSWRL, nel 1983 fu concesso un prestito alla società del Cronulla e fu gestita da un amministratore. Alle squadre Western Suburbs e Newtown, entrambi in una situazione simile, fu rifiutato il prestito, e la Newtown fu costretta ad abbandonare la competizione. Cronulla giocò anche la finale della KB Cup a metà settimana, ma perse di nuovo contro Manly per 26–6.
Nel 1985, il Cronulla fu sostenuto dall'arrivo del "super coach" Jack Gibson, che guidò le squadre dell'Easts e del Parramatta ai loro titoli di campionato. Gibson lasciò la squadra in gran forma nel 1987, con la promessa mantenuta nel 1988 quando il Cronulla vinse la minor premiership, guidato all'esperto seconda linea Gavin Miller, che venne nominato Dally M Player of the Year, e dal mediano di mischia vincitore della Rothmans Medal, Barry Russell. Tuttavia, Russell si slogò una spalla due settimane prima della fase finale e saltò la semifinale in cui il Cronulla venne sconfitto dal Canterbury. Ritornò in squadra per la finale contro il Balmain, ma venne ostacolato dall'infortunio, e il Cronulla fu eliminato. Un punto chiaro per gli Sharks fu la selezione nella nazionale australiana di Miller e dei giovani tre-quarti centro, Ettingshausen e Mark McGaw.
Nel 1989, Cronulla si qualificò per le fasi finali dopo aver battuto l'Illawarra per 46-14 nella giornata finale, seguito da una memorabile vittoria del 38–14 contro i Brisbane Broncos negli spareggi per la quinta posizione. Tuttavia, non sono stati in grado di ripetere la prestazione nella loro semifinale contro i campioni del Canberra, in quella che era la loro terza partita in sette giorni. Gavin Miller è stato premiato per un altro grande anno sia con il premio Dally M Player of the Year che con la Rothmans Medal.

### Anni 90
Il Cronulla cadde di nuovo in un periodo di cattiva forma e problemi finanziari nel 1990, ma la nomina come allenatore dell'Immortale del rugby a 13 Arthur Beetson, nel 1992 contribuì a invertire i problemi sul campo. Beetson aiutò a sviluppare un gruppo di giocatori promettenti, tra cui il mediano Mitch Healey, l'estremo David Peachey, l'ala Richie Barnett, il pilone Adam Ritson e il tallonatore Aaron Raper, figlio di un altro Immortale, Johnny Raper. Tuttavia, il Cronulla fu costretto a ricevere amministrazione controllata nel 1993.
Beetson venne sostituito come allenatore nel 1994 da John Lang, un ex tallonatore australiano, e allenatore della squadra del Brisbane Easts. Lang portò con sé l'estremo, Paul Green, da Brisbane. Era iniziata un'età d'oro per il club, segnata dalle due squadre giovanili (President's Cup e Reserve grade) che vinsero i loro campionati. Durante il periodo di John Lang in panchina, dal 1994 al 2001, Cronulla arrivò alle semifinali ogni anno, tranne nel 1994 e nel 1998. Il club ebbe un'immagine affascinante e attirò un record di pubblico, con un corrispondente miglioramento finanziario.
Nel 1995, il Cronulla fu una delle prime squadre a unirsi alla competizione della Super League, che iniziò dopo lunghe battaglie legali e molta amarezza, nel 1997. Il club è stato motivato da un'insoddisfazione per il percepito favoritismo dell'amministrazione della NSWRL nei confronti degli altri club e da una situazione finanziaria ancora rischiosa.
Hanno raggiunto la finale inaugurale - e unica - della competizione a dieci squadre della Super League, solo per perdere contro una squadra di Brisbane di gran lunga superiore per 26–8 a Brisbane. Il gioco si è distinto per essere l'unica finale disputata fuori Sydney. Il club si riunì nuovamente alla competizione riunita della National Rugby League nel 1998.
Discutibilmente la miglior stagione degli Sharks fu il 1999, quando essi vinsero di nuovo la minor premiership e il J. J. Giltinan Shield in modo convincente. Gli Sharks vinsero facilmente con i Brisbane Broncos e furono in vantaggio per 8-0 nell'incontro qualificatorio per la finale contro i St George Illawarra Dragons prima di perdere con un punteggio di 8-24. Inoltre, nel 1999, il nome Cronulla-Sutherland venne rimosso e la squadra fu semplicemente nota come gli "Sharks". Sarebbero stati così noti fino alla fine della stagione 2002.

### Anni 2000
Il Cronulla perse l'incontro di qualificazione per la finale in circostanze simili nel 2001, contro i campioni del Newcastle. L'anno è stato caratterizzato dall'improvvisa ascesa dell'estremo Preston Campbell, che fu nominato Dally M Player of the Year, nonostante fosse un giocatore marginale della squadra maggiore all'inizio della stagione.
Nel 2002, John Lang fu sostituito dall'allenatore australiano Chris Anderson, che aveva portato Canterbury Bulldogs e Melbourne Storm ai titoli di campionato. I due anni seguenti furono i più aspri nella storia del club. Il primo anno è stato quasi un successo sul campo, dato che Anderson mantenne il nucleo della squadra di John Lang e gli Sharks hanno nuovamente raggiunto la qualificazione per la finale. Tuttavia, un'altra perdita straziante contro i New Zealand Warriors, la sostituzione dell'estremo Preston Campbell - un beniamino dei tifosi - con l'ex mediano del Melbourne Brett Kimmorley, e una serie di giocatori rilasciati hanno segnalato problemi per il 2003.
Ciò è stato realizzato con l'improvvisa partenza a metà stagione dei giocatori di lunga data Nick Graham e Dean Treister. Gli Sharks hanno chiuso all'11º posto, subendo una sconfitta record di 74–4 contro Parramatta in una partita guastata dalla controversa prestazione dell'arbitro Shayne Hayne. Tre giocatori del Cronulla furono mandati fuori dal campo, incluso il capitano dei Sharks David Peachey, per aver ignorato le istruzioni dell'arbitro. Le continue lotte tra il consiglio e l'allenatore hanno portato alla partenza di Anderson alla fine della stagione.
Lo stesso anno il nome del club è tornato a essere Cronulla-Sutherland, inoltre Chris Anderson è stato sostituito da Stuart Raper, un altro figlio di Johnny Raper e l'allenatore della squadra vincitrice della President's Cup nel 1994. Un fedele clubman ha immediatamente risvegliato lo spirito del club e dei tifosi. Tuttavia, l'apparente attenzione di Raper all'armonia della squadra piuttosto che ai risultati ha portato al peggioramento della percentuale di vittorie di Cronulla, dal 49% (24 vittorie 27 sconfitte) sotto Anderson, al 43% (31 vittorie 42 sconfitte).
Steve Rogers, amministratore delegato dei Cronulla Sharks ed ex-leggenda del club, è deceduto il 3 gennaio 2006 all'età di 51 anni a causa di una "miscela di farmaci da prescrizione e alcol". Nell'aprile 2006, il coroner dello stato del Nuovo Galles del Sud decretò che la morte era accidentale.
Il 21 aprile 2006, dopo molto lavoro e attività di lobbying svolte dall'allora presidente Barry Pierce e dal membro del consiglio degli Sharks Brian Quinn, Peter Costello, per conto del governo federale, annunciò che avrebbero finanziato un upgrade di 9,6 milioni di dollari a Toyota Park. I fondi furono usati principalmente per costruire la Southern Stand, che non fu mai completata ma che in seguito venne chiamata Monty Porter Stand.
Il Cronulla ha concluso la stagione 2006 in modo disastroso. Dopo aver vinto 8 partite su 9 a metà stagione e aver raggiunto la vetta della classifica, la squadra ha subito la peggiore serie di sconfitte nella storia del club, perdendo le ultime 10 partite consecutive. In una partita da capogiro per terminare una stagione tumultuosa, gli Sharks nella loro ultima partita tornano da 26-0 in giù solo per perdere 26-24 a Canberra. Un goal di rigore mancato negli ultimi secondi della partita avrebbe mandato la partita nei tempi supplementari, dando la possibilità al Cronulla di eguagliare il più grande ritorno a partita singola nella storia del rugby a 13 di alto livello in Australia.
Il 22 settembre 2006, il Consiglio degli Sharks ha concluso settimane di speculazioni sul futuro dell'allenatore Stuart Raper licenziandolo come allenatore della prima squadra e consegnandogli un consistente pagamento, rendendolo il secondo allenatore consecutivo a ricevere un tale pagamento. Il 26 settembre, l'allenatore australiano Ricky Stuart firmò un accordo triennale per allenare gli Sharks a partire dal 2007, sostituendo Raper. 

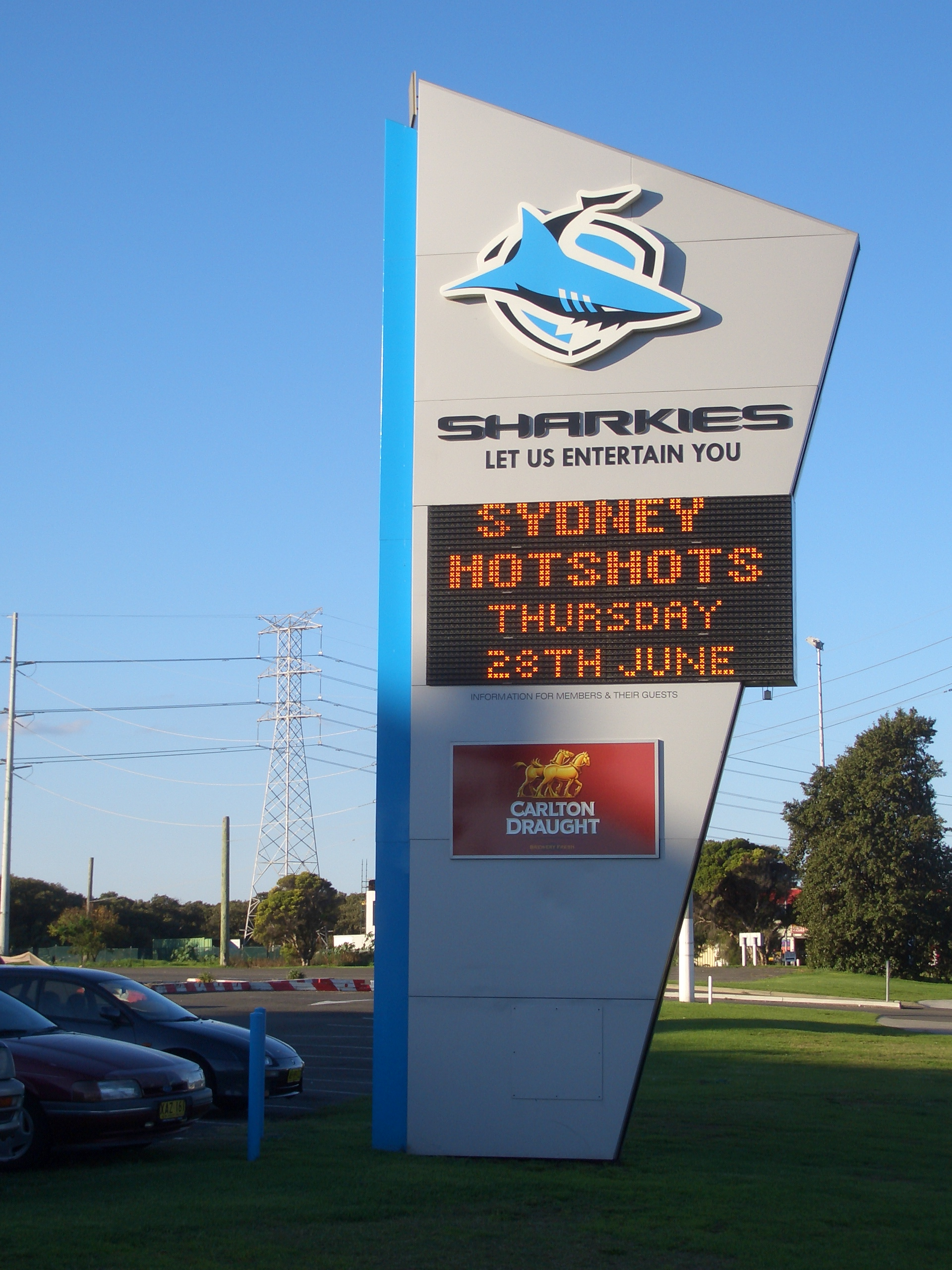
Sharkies Leagues Club

La prima giornata della stagione 2007 vide gli Sharks rompere la loro scia di sconfitte di 10 partite contro i Penrith Panthers, con una vittoria di 18-0 al Toyota Park. Ricky Stuart condusse gli Sharks al quinto posto in classifica a metà stagione sorprendendo molti critici. Verso la fine della stagione, il Cronulla crollò al quindicesimo posto in classifica del campionato, con 7 sconfitte di fila. La stagione finì con gli Sharks undicesimo posto, con la squadra perdendo non meno di nove partite per 4 punti o meno.
Gli Sharks hanno avuto una stagione forte nel 2008, chiudendo la stagione in pari primo posto (terzo a favore e contro). Avevano uno dei migliori record difensivi, ma uno dei peggiori record di attacco in campionato. Hanno avuto un ottimo inizio di stagione, battendo i finalisti in difesa del Manly e i campioni del Melbourne nelle partite in trasferta nei primi due round. Dopo una vittoria completa di 36-10 sul Canberra nella finale di qualificazione al Toyota Stadium, il Cronulla è stato battuto 28-0 da Melbourne (che in seguito si è trovato a superare il tetto salariale e barare) nella finale preliminare al Sydney Football Stadium. Questa è stata una conclusione deludente per una stagione altrimenti riuscita. 

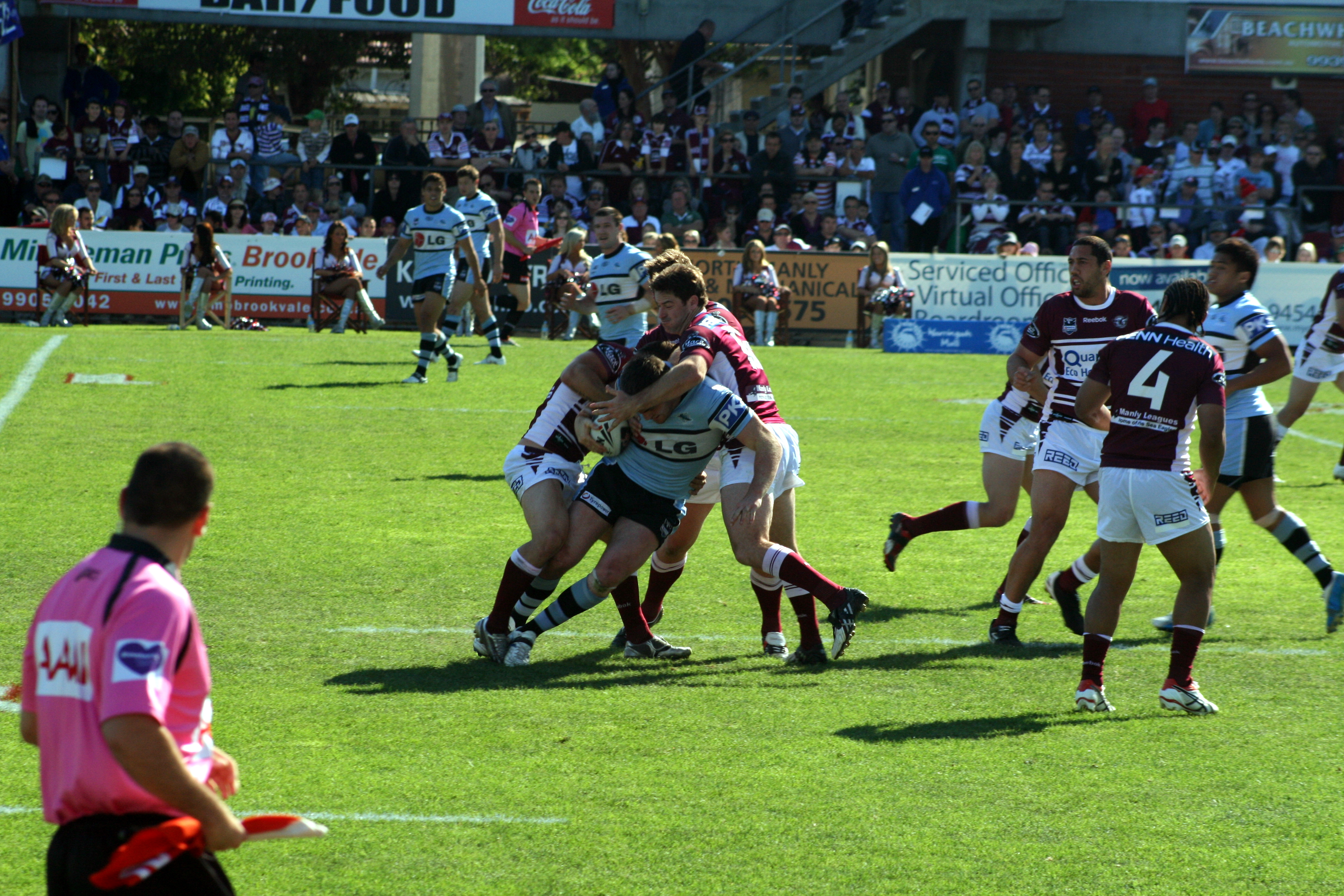
Cronulla in attacco contro Manly nell'agosto 2009

Durante la stagione 2009 i gravi problemi finanziari del Cronulla sono diventati di dominio pubblico. Ricco di risorse, proprietario dello stadio e della terra circostante, ma con problemi di flusso di cassa dovuti alla bassa porta di casa media e alle scarse prestazioni sul campo nelle ultime stagioni, il club ha annunciato i piani per un parziale trasferimento a Central Coast, che è stato respinto dall'NRL. Doveva dividere le partite casalinghe per le stagioni 2010-2014 tra cui:
- 6 al Toyota Park, per includere i derby locali con i St George Illawarra Dragons e i Canterbury-Bankstown Bulldogs,
- 5 al Central Coast Stadium di Gosford, Central Coast, e
- 1 allo Hindmarsh Stadium di Adelaide, Australia Meridionale.

Un'indagine sul programma televisivo 4 corners (TV) è andata in onda nel maggio 2009, evidenziando il coinvolgimento dei giocatori di Sharks in uno scandalo sessuale di gruppo in un tour pre-stagionale del 2002. Il club è poi entrato in crisi quando è emerso anche che l'amministratore delegato Tony Zappia avrebbe presumibilmente preso a pugni un membro femminile dello staff e ne avrebbe scherzato al riguardo. Zappia e il coach Ricky Stuart hanno anche tentato di costringere il membro femminile del personale a ritrattare la sua denuncia.
Zappia e Stuart sono stati anche indagati per il loro ruolo in merito a insolite transazioni finanziarie con Clint Elford, un fan che ha falsamente dichiarato di essere malato terminale che aveva inviato denaro a Zappia e Stuart da spendere per gli Sharks. Elford è stato successivamente dichiarato colpevole di frode e Stuart ha rifiutato di rispondere alle domande quando l'NRL ha avviato un'indagine. L'amministratore delegato Tony Zappia è stato indagato e successivamente licenziato.
Il 26 maggio 2009 l'uomo d'affari Damian Irvine, insieme a un nuovo consiglio di amministrazione, assunse il controllo del club mentre la banca St George stava minacciando di chiudere.
La squadra registrò 9 sconfitte consecutive dopo una vittoria nel Round 1 nel 2009 e, nonostante un recupero di mezza stagione con quattro vittorie consecutive, la squadra di Cronulla scivolò in dieci sconfitte consecutive per eguagliare la peggior serie di sconfitte del club. Una di queste perdite causò grandi polemiche mentre gli Sharks, giocando contro il Manly, furono costretti a schierare solo 12 uomini per la maggior parte della partita dopo che Luke Douglas fu espulso dall'arbitro Phil Haines per un placcaggio alto. Gli Sharks sono riusciti a evitare il cucchiaio di legno nel 2009, quando i Roosters sono stati battuti dai Cowboys nell'ultima giornata, risultando in una posizione generale inferiore rispetto ai Sharks. Evitando l'ultima posizione è stato un raro positivo in una stagione deludente per la squadra di Cronulla.

### Gli anni 2010
L'inizio della stagione 2010 ha visto gli Sharks tornare fiduciosi nel ribaltare i recenti risultati deludenti, tuttavia le prestazioni in campo sono rimaste scarse. Dopo che il consiglio di amministrazione ha sviluppato un piano di rifinanziamento del debito e una strategia finanziaria a lungo termine, nel giugno 2010 Richard Fisk si è dimesso a causa della sua incapacità di trovare un terreno comune con il presidente Irvine e il suo consiglio di amministrazione e l'incapacità di Fisk di aggiornare l'area commerciale del club. L'allenatore del club, Ricky Stuart, ha anche dato le dimissioni ed è stato sostituito alla fine della stagione dal suo allora assistente allenatore Shane Flanagan.
Il promettente ala / centro Blake Ferguson è stato criticato per i commenti sul voler lasciare il club per raggiungere il successo. Il martedì 20 luglio Ricky Stuart ha lasciato gli Sharks per il resto della stagione dopo aver ammesso di non riuscire ad ottenere di più dai giocatori e di averli "persi". Il presidente Irvine ha deciso di dare la possibilità all'assistente allenatore del Nuovo Galles del Sud e del Cronulla Shane Flanagan. Dopo la partenza, Stuart ha anche citato i rapporti spezzati con il presidente Damian Irvine come motivo della sua partenza, nonostante il club abbia fatto passi avanti fuori campo sotto la sua guida e il suo impegno e Irvine abbia reso disponibili fondi per sostenere Stuart nel mercato dei giocatori come desiderava.
La stagione 2011 è iniziata in modo promettente per il club. L'aggiunta di Wade Graham al quinto ottavo e del nazionale neozelandese Jeremy Smith in un pacchetto che già conteneva due giocatori del State of Origin prometteva la fine dello status degli Sharks come zimbelli del campionato. Nonostante fossero stati umiliati dai Raiders al Canberra Stadium nel round uno, 40-12, il club ha vinto le sue prossime due partite. Hanno battuto i premier in carica St. George Illawarra 16-10 in casa nel secondo round e hanno battuto Penrith 44-12 al Centerbet Stadium. Manca una serie di giocatori iniziali della prima squadra a causa di un infortunio, gli Sharks hanno quindi perso cinque di fila contro i Warriors (26-18), Sea Eagles (19-13), Knights (24-20), Cowboys (30-12) e Rabbitohs (31-12), scendendo dalla nona alla quindicesima posizione in classifica. Hanno rotto la loro maledizione nel decimo round, quando hanno battuto i Sydney Roosters 18-4 in difficoltà al Toyota Stadium. Furono di nuovo deludenti all'undicesimo round, quando furono sconfitti 40-6 dagli Eels al Parramatta Stadium. Nonostante abbiano perso 14-8 contro lo Storm nel round 12, hanno migliorato molto e hanno costretto lo Storm a una classica resa dei conti all'AAMI Park di Melbourne. Hanno quindi affrontato i Broncos in casa nella tredicesima giornata, andando giù di 34-16, prima che un riposo nella quattordicesima giornata avesse dato loro la possibilità di riorganizzarsi. Mentre gli Sharks stavano facendo una pausa tanto necessaria il capitano Paul Gallen guidò la squadra del NSW Blues verso una memorabile vittoria per 18-8 sul Queensland nello State of Origin. Ha quindi giocato in modo eccezionale per gli Sharks nella loro partita della quindicesima giornata contro i Bulldogs appena tre giorni dopo la partita dello State of Origin, una partita in cui Cronulla ha battuto di 26-10 il Canterbury-Bankstown. Le successive quattro settimane hanno visto un'inversione di tendenza delle prestazioni del club, con la vittoria sui Gold Coast Titans 36-12 e sui South Sydney Rabbitohs 24-4, prima che si vendicassero contro i Canberra Raiders 26-12.
Il Cronulla perse i suoi due piloni per la stagione 2012: Kade Snowden passò al Newcastle e Luke Douglas firmò con i Gold Coast Titans. La trasformazione del capitano Paul Gallen in un pilone dello State of Origin alleviò un po' questo problema e gli Shark si attivarono nel mercato degli acquisti, ingaggiando il pilone di Jon Green dal St George, l'ex giocatore degli Sharks Isaac de Gois, il pilone Mark Taufua dal Newcastle, il mediano Jeff Robson dal Parramatta e i piloni Bryce Gibbs e Andrew Fifita dai Wests Tigers.
Il 2012 è iniziato molto bene per il club sotto la presidenza di Damian Irvine, con Shane Flanagan come allenatore. Il reclutamento di Mooney e Flanagan ha pagato i dividendi con i nuovi acquisti Jeff Robson, Andrew Fifita, Todd Carney, Ben Ross, Isaac De Gois e Mark Taufua che esercitarono pressioni su Paul Gallen, permettendogli di raggiungere un periodo di successo. Il club ha vinto 6 partite di fila per la prima volta in oltre un decennio e dopo 8 turni ha raggiunto il terzo posto in classifica come la squadra di Sydney con il punteggio più alto.
Un periodo difficile dello State of Origin vide il capitano Paul Gallen e la stella del club Todd Carney infortunati. Gli Sharks lottarono per riprendersi e hanno lottato nella seconda metà della stagione, ma hanno comunque superato una notevole svolta di qualificazione per la loro prima serie di finali in 4 anni, perdendo contro il Canberra nella prima settimana. La partita è nota per aver visto Paul Gallen sconfitto dal giovane rivale Josh Papalli e da Todd Carney, subendo un infortunio al tendine d'Achille.
Gli accordi di sponsorizzazione con SHARK Energy Drink, Fishermans Friends e Luxbet arrivarono e aiutarono la situazione finanziaria fuori dal campo, con la fine della stagione 2012 che vide Shane Flanagan emergere come uno degli allenatori di primo piano in arrivo del gioco e il suo mentore Damian Irvine il giovane amministratore principale del gioco.
All'inizio della stagione 2013, Irvine si dimise dal ruolo di presidente al sapere al riguardo discutibili pratiche operative e del dovere di diligenza degli allenatori Shane Flanagan e Darren Mooney durante il 2011 che hanno esposto il club allo scandalo dell'ASADA. Flanagan si è dimesso e Peter Sharp è subentrato al ruolo di capo allenatore. Flanagan è tornato nel 2013, una stagione in cui gli Sharks si sono qualificati per le semifinali della competizione, prima di essere costretto a scontare una sospensione di 9 mesi emessa dall'NRL per violazioni della governance di base e delle pratiche del dovere di diligenza, convalidando così la forte posizione etica presa da Irvine e dal consiglio nel marzo 2013.
Sharp riprese le redini, prima di dimettersi a metà stagione la settimana dopo la più grande vittoria di rimonta del club, con la squadra arrivando dal 22-0 per battere i Brisbane Broncos di 24-22. Dopo quella vittoria, una foto del playmaker degli Sharks Todd Carney che finse di urinare nella sua stessa bocca divenne virale. Proprio un giorno dopo che Carney è stato dimesso dall'amministratore delegato degli Sharks, Steve Noyce, Sharp ha rassegnato le dimissioni da capo allenatore ad interim e è stato sostituito da James Shepherd.
La stagione 2014 ha visto una miriade di lotte per gli Sharks sul campo, con infortuni e la sospensione di cinque giocatori coinvolti nello scandalo degli integratori del 2011, mancando alle partite a fine della stagione. Gli Sharks terminarono il 2014 vincendo il cucchiaio di legno.
Nel 2015, il club è salito sulla scala per finire in sesta posizione con 2 vittorie sui campioni uscenti dei Sydney Roosters e quelli del 2014 dei South Sydney Rabbitohs. Il 2015 è stato anche l'anno in cui Flanagan è stato riconfermato come allenatore del Cronulla dopo essere rimasto fuori dalla stagione 2014.
Nel 2016 gli Sharks hanno vinto la loro prima premiership.
Nel novembre 2018, gli Sharks hanno licenziato 10 membri dello staff dopo una perdita di 3 milioni di dollari per la stagione 2018.

#### Scandalo degli integratori
L'inizio della stagione 2013 dell'NRL vide gli Sharks indagati dall'ASADA (l'agenzia sportiva australiana antidoping) e le notizie hanno riportato allo scienziato sportivo Stephen Dank che Shane Flanagan e l'allenatore Trent Elkin presentarono al club dichiarazioni in cui aveva amministrato dei peptidi ad un numero di giocatori degli Sharks. Le indagini hanno portato al licenziamento di quattro membri dello staff dei Cronulla Sharks per il loro coinvolgimento e la copertura. Erano Darren Mooney, Mark Noakes, David Giveny e Konrad Schultz. Flanagan si è dimesso dalle sue funzioni di allenatore nel 2014 prima di guidare gli Sharks alla fase finale nel 2015.
Gli Sharks terminarono la stagione 2013 al 5º posto in classifica, prima di vincere la loro prima partita della fase finale in una controversa vittoria per 20-18 sui Cowboys. Scesero la settimana seguente di 24-18 contro i Manly-Warringah per uscire dalla contesa per il titolo della premiership. I Cronulla Sharks furono elogiati per il loro coraggio per tutta la stagione, non lasciando che le distrazioni fuori dal campo (in particolare l'indagine ASADA) dissuadessero le loro prestazioni sul campo, tuttavia il 2014 si è rivelato una storia diversa, con allenatori ad interim e infortuni ai giocatori e sospensioni che videro il club finire l'anno con il cucchiaio di legno.

#### 2016: La prima Premiership
La stagione 2016 iniziò con una sconfitta di 20-14 per mano dei campioni della stagione 2015, i North Queensland Cowboys. A questo seguì una vittoria di 20-2 contro i St. George Illawarra Dragons e una sconfitta di 22-12 contro il Manly-Warringah. Gli Sharks poi arrivarono a vincere 15 partite di fila dalla quarta giornata contro i Melbourne Storm fino alla ventunesima giornata, contro i Gold Coast TItans, risultando in un punteggio di 18 pari. Questa fu la più grande scia di vittorie nella storia del club.
La squadra poi vinse 1 sulle ultime 5 partite ottenendo un calo dal 1 ° al 3 ° posto. Nella 26 giornata, i Cronulla-Sutherland Sharks e i Melbourne Storm si affrontarono in un incontro per la minor premiership in cui la Melbourne Storm vinse per 26-6 all'AAMI Park. Hanno continuato a sconfiggere i Raiders nella finale di qualificazione della prima settimana per 16-14 e guadagnando la settimana libera. Avanzando alla finale preliminare, gli Sharks sconfissero i campioni in carica dei North Queensland Cowboys per 32-20 all'Allianz Stadium. Avrebbero affrontato e sconfitto la tempesta di Melbourne nella finale dell'NRL 2016. Gli Sharks, dopo essere stati in vantaggio di 8-0 a metà tempo, prevalsero in un avvincente 14-12 per rivendicare la loro prima premiership nei 50 anni di storia del club. Il seconda linea dei Sharks Luke Lewis venne insignito della medaglia di Clive Churchill come Man of the Match.
Poco dopo il vincitore della prima vittoria della premiership, Ben Barba, venne trovato positivo alla cocaina ed è stato licenziato dal club. Il presidente Damien Keogh, che è salito alla posizione su una piattaforma di buona governance promettente e maggiore esperienza commerciale acquisita dal suo ruolo di amministratore delegato della HOYTS Australia, è stato anch'egli arrestato per possesso di cocaina mentre si trovava nel distretto affaristico centrale di Sydney e si è dimise dalla carica di presidente dei Sharks come risultato.
2017: World Club Challenge
Gli Sharks hanno giocato a Wigan Warriors al DW Stadium il 19 febbraio 2017, perdendo di 22-6 contro una forte squadra di Wigan.
2018: lotte finanziarie
Durante il precampionato del 2019, il 29 novembre, è stato confermato che gli Sharks sarebbero stati costretti a licenziare 10 membri del personale per aiutare la loro situazione finanziaria. È stato riferito che il Cronulla aveva perso 3 milioni di dollari, nonostante il supporto dell'NRL.

## Stemma, colori, e inno
Per la prima stagione del Cronulla in campionato, venne adottata una maglia color foglia di tè con una V, i colori del Cronulla Surf Life Saving Club nonostante la maglia marrone e oro venne usata dal Cronulla nel campionato di seconda divisione di Sydney. Il colore foglia di tè venne sostituito dall'azzurro, con il grigio incorporato durante la Super League, e brevemente, sulla maglia di trasferta.
Il club non divenne noto come Sharks (gli squali) fino alla sua ammissione iniziale al campionato. Durante la prima stagione dell Cronulla, lo stemma comprendeva un disegno della nave del Capitano Cook, la HM Bark Endeavour. Si dice che durante la prima stagione, il presidente della squadra suggerì il nome "Lions", mentre il capitano Ken Kearney raccomandò il nome "Sharks". La mascotte venne chiamata così in onore del Cronulla Surf Club negli anni '70.
Dalla fine degli anni '70 e la fine degli anni '90, gli Sharks usarono uno scudetto tondo predominantemente nero con uno squalo azzurro. Questo venne cambiato dopo la Super League nel 1997 ad uno stemma azzurro e bianco a forma di stella. Nel quadriennio 1999–2002, il nome venne accorciato per inserire la dicitura semplicemente come "Sharks". Dal 2003, il nome tornò a Cronulla-Sutherland Sharks e il logo venne cambiato nel 2004, la cui versione è in uso da allora.
L'inno del Cronulla è noto come Up Up Cronulla, ed è musicato sulle note di Rosamunda.

## Stadio
Quando gli Sharks esordirono in campionato nel 1967 giocarono i loro incontri casalinghi al Sutherland Oval. Giocarono solo due stagioni in questo impianto,  vincendo la loro prima partita al Sutherland Oval il 22 aprile 1967. Il record di pubblico al Sutherland Oval venne stabilito durante l'ultimo incontro del Cronulla giocato nello stadio, quando 12,578 spettatori videro gli Sharks sconfitti per 32–4 contro il Canterbury Bankstown, questa formazione era allora nota come i Berries, mentre attualmente sono conosciuti come i Bulldogs, il 16 giugno 1968. In tutto, gli Sharks compilarono un registro di 4 vittorie, 11 sconfitte e 1 pareggio allo stadio.
Nel 1969, la squadra si spostò all'Endeavour Field, dove rimase da allora. Questo stadio casalingo ebbe numerosi nomi durante gli anni, tra cui Ronson Field, Shark Park, Toyota Park e fino alla fine del 2012, Toyota Stadium. Nel 2013, torno alla denominazione originale, Endeavour Field. Il 4 luglio 2013, i Cronulla Sharks annunciarono il nuovo partner per i naming rights partner per il loro stadio, Remondis, un'azienda internazionale di soluzioni e gestione dei rifiuti.
Nel 2016, un nuovo accordo di sponsorizzazione per i naming rights fu firmato con Southern Cross Group per nominare lo stadio Southern Cross Group Stadium. Il nuovo accordo con Southern Cross Group (SCGroup) è un accordo di tre anni, approssimativamente di 1,5 milioni di dollari.
Il Southern Cross Group Stadium ha una capacità di 22.000 spettatori con il pubblico record di 22.302 stabilito durante un incontro contro i rivali locali del St George Illawarra Dragons il 1 maggio 2004

## Sharkies Leagues Club

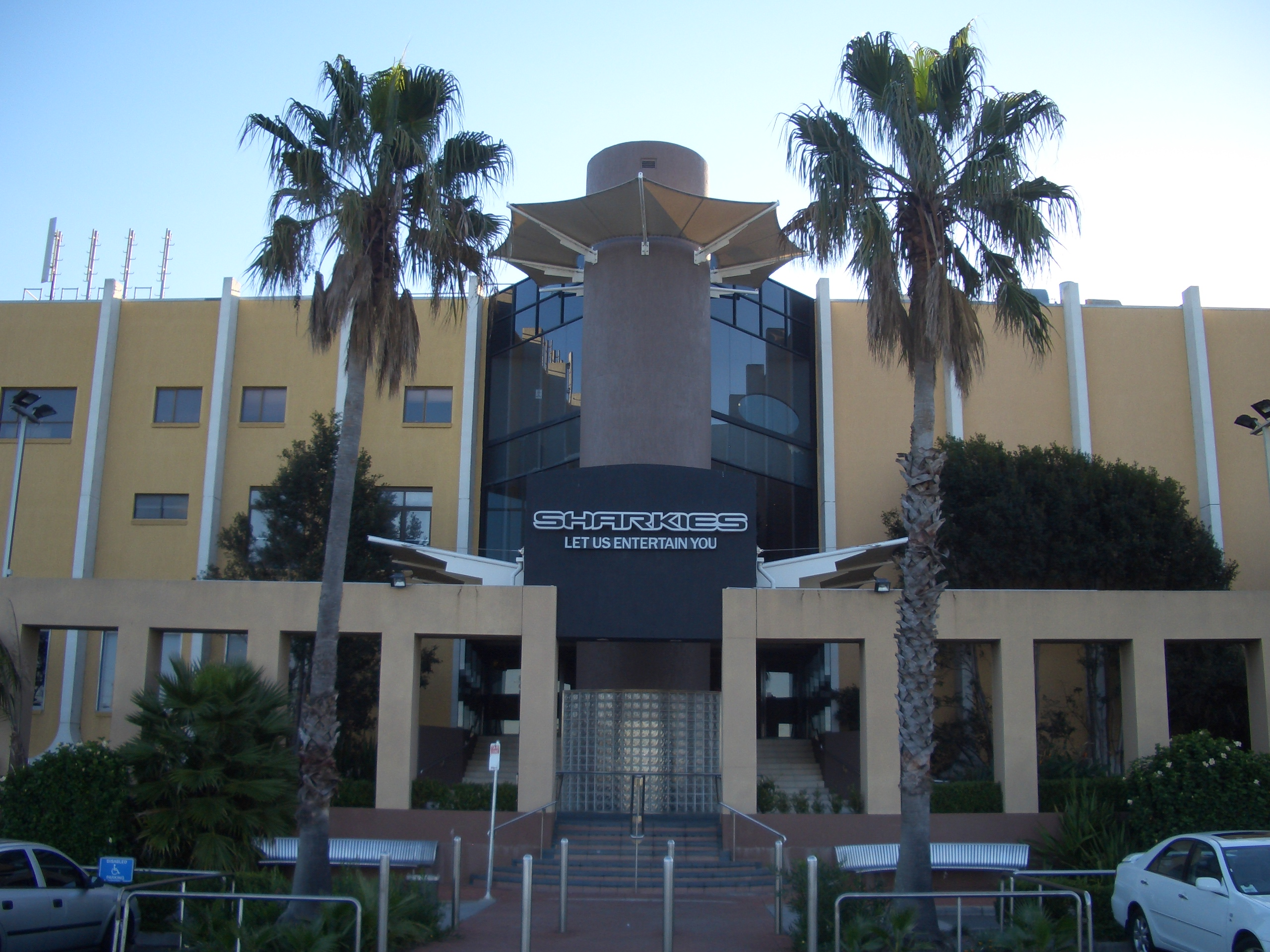
Sharkies Leagues Club

Il Cronulla Sutherland Leagues Club è noto come Sharkies, e si trova su Captain Cook Drive a Woolooware. Il club è ubicato accanto allo stadio del Cronulla Sutherland, L'Endeavour Field.
Le proposte per sviluppare i terreni del club proprietario dello stadio e del terreno intorno all'Endeavour Field non andarono in porto per molti anni prima dell'arrivo del noto uomo d'affari Damian Irvine. In collaborazione con il suo capo di finanza Craig Douglas i piani ultimamente divennero più tangibili, mentre i dettagli di un centro commerciale e residenziale vennero rilasciati. L'agosto del 2012, il club ricevette l'approvazione finale per i suoi piani, risolvendo un problema di instabilità finanziaria durato 40 anni.
Con l'arrivo di Lyall Gorman come amministratore delegato, il 2016 fu un anno spartiacque per gli Sharks, dentro e fuori dal campo.

## Acquisti/Cessioni 2019
Acquisti
- Josh Morris  Canterbury-Bankstown Bulldogs
- Shaun Johnson  New Zealand Warriors

Cessioni
-
- Jesse Ramien  Newcastle Knights
- Ricky Leutele  Toronto Wolfpack
- Edrick Lee  Newcastle Knights
- Joseph Paulo  St Helens
- Valentine Holmes  NFL
- Ava Seumanufagai  Leeds Rhinos

## Giocatori

### Immortali dei Sharks
Il club onorò cinque individui come gli "Immortali" del club:
- Tommy Bishop, giocatore-allenatore (1969–74)
- Greg Pierce, giocatore (1969–80) ed allenatore (1981–82)
- Steve Rogers, giocatore (1973–85) ed amministratore delegato
- Gavin Miller, giocatore (1980–92)
- Andrew Ettingshausen, giocatore (1983–2000)

### Capitani
- Monty Porter (1967)
- Warren Ryan (1968)
- Noel Thornton (1968–1969)
- Graeme Wilson (1969–1970)
- George Taylforth (1970)
- Tom Bishop (1970–1971, 1973)
- Kevin Hogan (1971)
- Ron Turner (1971)
- Greg Pierce (1971–1980)
- Ken Maddison (1972, 1974)
- Cliff Watson (1972–1973)
- John Maguire (1974–1975, 1977)
- Roger Millward (1976)
- John McMartin (1977)
- Steve Rogers (1978–1982)
- Dane Sorensen (1982)
- Gavin Miller (1983, 1991–1992)
- David Hatch (1984–1990)
- Greg Nixon (1984)
- Dan Stains (1992–1994)
- Mark McGaw (1992)
- Andrew Ettingshausen (1992, 1995–2000)
- Danny Lee (1994)
- Mitch Healey (1995–1998, 2000)
- Les Davidson (1996)
- David Peachey (1998, 2000–2005)
- Jason Stevens (2000–2002)
- Andrew Pierce (2000)
- Chris Beattie (2002)
- Brett Kimmorley (2002–2007)
- Paul Gallen (2007–2017)
- Greg Bird (2008) on occasions
- Trent Barrett (2009–2010)
- Luke Covell (2009) on occasions
- Luke Douglas (2009–2010) on occasions
- Wade Graham (2012–present) on occasions
- Michael Ennis (2016) on occasions
- Andrew Fifita (2018) on occasion
- Luke Lewis (2018) on occasion

### Icone del Club
- Ray Corcoran (1968–1975)
- Greg Pierce (1968–1980)
- Tommy Bishop (1969–1973)
- Barry Andrews (1971–1979)
- Cliff Watson (1971–1973)
- Ken Maddison (1972–1975)
- Rick Bourke (1973–1982)
- Steve Rogers (1973–1982, 1985)
- Mick Mullane (1974–1983)
- Paul Khan (1975–1981)
- Steve Kneen (1976–1982)
- Mick Mullane Jr. (1976–1983)
- Dane Sorensen (1977–1983, 1985–1989)
- David Hatch (1978–1990)
- Kurt Sorensen (1979–1983, 1985)
- Gavin Miller (1980–1983, 1986–1992)
- Andrew Ettingshausen (1983–2000)
- Mark McGaw (1984–1992)
- Jonathan Docking (1984–1991)
- Barry Russell (1985–1991)
- Michael Speechley (1986–1992)
- Glenn Coleman (1986–1994)
- Dan Stains (1987–1994)
- Danny Lee (1988–1998)
- Mitch Healey (1989–2000)
- Les Davidson (1991–1998)
- Sean Ryan (1992–2001)
- Nick Graham (1992–2003)
- Dean Treister (1993–2003)
- Paul Green (1994–1998)
- David Peachey (1994–2005)
- Nathan Long (1994–2001)
- Mat Rogers (1994–2001)
- Adam Dykes (1995–2001, 2005–2007)
- Martin Lang (1996–2001)
- Chris McKenna (1997–2002)
- Jason Stevens (1997–2005)
- Colin Best (1998–2002, 2011–2012)
- Paul Mellor (1999–2005)
- Paul Gallen (2001–present)
- Danny Nutley (2002–2005, 2008)
- Phil Bailey (2002–2006)
- Greg Bird (2002–2008)
- Brett Kimmorley (2002–2008)
- David Simmons (2003–2009)
- Luke Covell (2005–2010)
- Luke Douglas (2006–2011)
- Ben Pomeroy (2006–2013)
- Isaac de Gois (2007–2008, 2012–2014)
- Jayson Bukuya (2008–2013, 2015–present)
- Anthony Tupou (2009-2015)
- John Morris (2010–2014)
- Ricky Leutele (2010–present)
- Wade Graham (2011–present)
- Chad Townsend (2011-2013, 2016–present)
- Sam Tagataese (2011–2017)
- Andrew Fifita (2012–present)
- Sosaia Feki (2013–present)
- Luke Lewis (2013–2018)
- Matt Prior (2014–present)

### Dream Team
Annunciato nel 2006

### Squadra di metà secolo[12]
Annunciata nel 2017

### Leggende del Club
Annunciato nel 2003
- Cliff Watson
- Greg Pierce
- Mark McGaw
- Steve Rogers
- Andrew Ettingshausen
- Mat Rogers
- Tommy Bishop
- Gavin Miller
- David Hatch
- David Peachey

## Riconoscimenti

### Dally M Medal
- Steve Rogers (1981)
- Gavin Miller (1988, 1989)
- Preston Campbell (2001)

### Rothmans Medal
- Terry Hughes (1968)
- Ken Maddison (1973)
- Steve Rogers (1975)
- Barry Russell (1988)
- Gavin Miller (1989)
- Paul Green (1995)

### Giocatore dell'anno del club (Monty Porter Medal)
- David Peachey (1997, 1999, 2001)
- Danny Nutley (2005)
- Greg Bird (2006)
- Paul Gallen (2007, 2008, 2010, 2011, 2017)
- Luke Douglas (2009)
- Jeremy Smith (2012)
- Michael Gordon (2013, 2014)
- Wade Graham (2015)
- Andrew Fifita (2016)[13]
- Matt Prior (2016)[13]
- Valentine Holmes (2018)[14]

### Clive Churchill Medal
- Luke Lewis (2016)

### Registro degli allenatori
- Ken Kearney (1967-1969)
- Tommy Bishop (1970-1973, 1980)
- Noel Thornton (1974)
- Johnny Raper (1975-1976)
- Ted Glossop (1977)
- Norm Provan (1978-1979)
- Greg Pierce (1981–1982)
- Terry Fearnley (1983–1984)
- Jack Gibson (1985-1987)
- Allan Fitzgibbon (1988–1991)
- Arthur Beetson (1992–1993)
- John Lang (1994–2001)
- Chris Anderson (2002–2003)
- Stuart Raper (2004–2006)
- Ricky Stuart (2007-2010)
- Shane Flanagan (2010–2013), (2015–2018) - ** uscì dalla squadra nella stagione 2014 dopo che la sua registrazione fu sospesa per problemi di governance nel 2011)
- Peter Sharp (2014 fino al round 16)
- James Shepherd (2014 dal round 17)
- John Morris (2019– oggi)

## Rivalità

### Manly-Warringah Sea Eagles
Questa rivalità è stata soprannominata la "Battaglia delle spiagge", a causa della posizione geografica dei due club. Manly ha giocato contro gli Sharks in due finali: 1973 e 1978, che sono famose per essere i più brutali della storia. Il Manly vinse entrambe queste partite decisive, 10-7 nel 1973 e 16-0 nel replay del 1978 dopo che la prima partita terminò all'11-tutti. I Sea Eagles hanno tradizionalmente riscosso molto successo sui Sharks, con il Cronulla che ha vinto allo stadio di casa del Manly solo cinque volte nella loro storia. Tuttavia, la più grande vittoria di sempre dei Sharks è arrivata contro il Manly, con una vittoria di 68-6 nel 2005. Cronulla e Manly giocano per il Steve Rogers Trophy quando i due club si incontrano nel campionato dell'NRL ogni stagione. Più di recente le due squadre si sono incontrate nella fase finale del 2013, quando il Manly ha eliminato il Cronulla per 24-18.

### Penrith Panthers
Un'altra rivalità è con gli altri debuttanti dal 1967, i Penrith Panthers . Nonostante entrambe le squadre si sforzarono nei loro primi anni di esistenza, l'intensità sempre crescerebbe ogni volta che si incontrano, specialmente quando entrambe le squadre erano vicine in fondo alla classifica. Non sono stati giocati molti incontri fino agli ultimi anni, quando entrambi i club hanno iniziato regolarmente a scambiarsi reciprocamente le partite. Cronulla ha acquistato stelle dalla squadra del Penrith tra cui Paul Aiton, Michael Gordon, Wade Graham, Sione Katoa, Jeremy Latimore, Luke Lewis, Matt Moylan, Junior Paulo e James Segeyaro. Il Penrith ha a sua volta acquistato stelle dal Cronulla nel corso degli anni, tra cui Preston Campbell, Shannon Donato, Paul Franze, Craig Greenhill, Martin Lang, James Maloney, Tyrone Peachey e David Simmons. Nel 2018, i due club hanno finalmente avuto il loro primo incontro in una partita della fase finale contro il Cronulla vincendo 21-20.

### St. George Illawarra Dragons
La rivalità più accesa del Cronulla è con i loro vicini a sud di Sydney, St. George Illawarra Dragons. Il successo del St. George ha spesso visto il Cronulla etichettato come il "fratellino" dei Dragons, ulteriormente sottolineato dalla fusione dei Dragons con i Illawarra Steelers nel 1998, che effettivamente circonda geograficamente la regione del Cronulla-Sutherland. Nonostante ciò, l'incontro testa a testa tra i due club è sorprendentemente uniforme. Le due squadre aumentano sempre di intensità quando si incontrano, il che ha portato ad alcune partite classiche nel corso degli anni. Nel 1999, gli Sharks avevano vinto la minor premiership e sembravano incrociare verso la finale, prima che i Dragons ottenessero 24 punti non corrisposti nel secondo tempo per vincere di 24-8. Si sarebbero incontrati di nuovo in nella fase finale nel 2002, con il Cronulla che ha vinto 40-24, e di nuovo nel 2005 quando i Dragons hanno vinto per 28-22.

### Melbourne Storm
Una rivalità abbastanza recente che si è intensificata nella finale del 2016 che è stata vinta dal Cronulla. Alla fine del 2007, gli Sharks erano in rotta per rompere una scia di sconfitte in 6 partite fino a quando un field goal di Cooper Cronk li vide perdere per 16-17. Nella seconda giornata del 2008 ha visto le squadre incontrarsi all'Olympic Park di Melbourne e il Cronulla è stato in grado di capovolgere il risultato con lo stesso risultato grazie a un field goal di Brett Kimmorley. La partita è stata segnata da una brutta rissa che ha visto Ben Ross delCronulla e Brett White del Melbourne espulsi. È stata l'unica sconfitta che gli Storm subirono in casa durante la stagione regolare del 2008. Le due parti si sono incontrate di nuovo nella finale preliminare in cui gli Storm, nonostante la sospensione del capitano Cameron Smith, ebbero battuto gli Sharks per 28-0 per avanzare alla finale contro Manly-Warringah. Il Melbourne Storm iniziò la stagione 2012 con 9 vittorie consecutive, prima che gli Sharks senza Paul Gallen li sconfissero di 12-10 grazie a una meta di Jeremy Smith e alla conversione di Todd Carney. Sembrava che il Cronulla avrebbe ottenuto due vittorie contro il Melbourne quell'anno, portando 18-10 con 90 secondi di vantaggio nella seconda partita tra le squadre. Gli Storm in qualche modo ebbero segnato due volte per vincere di 20-18. La rivalità è stata riaccesa alla fine del 2015 quando il Melbourne ha battuto il Cronulla per 30-2 in circostanze dispettose. L'allenatore dei Sharks Shane Flanagan accusò il Melbourne di aver rallentato il gioco con la loro tecnica di lotta. La sconfitta ha significato che Melbourne ha aggirato gli Sharks al 4 ° posto, dirigendosi verso la finale. Ancora una volta gli Sharks hanno consegnato a Melbourne la prima sconfitta della stagione 2016, vincendo lo scontro del round 4 14-6. È stata la prima partita della serie vincente record di 15 partite del Cronulla. Le due squadre si sarebbero incontrate nella fase finale della stagione regolare con il vincitore che avrebbe vinto la première minore. Gli Storm vinsero di 26-6 e conquistarono il JJ Giltinan Shield. Tuttavia, i Cronulla Sharks avrebbero vinto la partita più grande di sempre tra le due squadre 4 settimane dopo, vincendo la finale del 2016 per 14-12. Le due squadre si sono scambiate le vittorie ravvicinate nel 2017, con il Cronulla che ha vinto 11-2 all'AAMI Park prima che Melbourne tornasse con una vittoria per 18-13 al Southern Cross Group Stadium. Il 2018 ha visto gli Sharks vincere entrambi gli incontri con lo Storm durante la stagione regolare, eppure, nonostante ciò, essi persero nella finale preliminare di 22 a 6. La partita caratterizzò un momento controverso in cui il giocatore dello Storm Billy Slater fece un placcaggio illegale contro l'ala dei Sharks Sosaia Feki mentre era in procinto di segnare, costituendo quindi un fallo professionale. Slater riuscì a evitare la panca della penalità nonostante sia stato penalizzato per l'azione, oltre a evitare la sospensione, con il comitato giudiziario della NRL che ha contestato in modo controverso che il placcaggio non costituiva una carica di spalla.
Le rivalità tra i giocatori sono anche nate dal matchup e dallo State of Origin, con Paul Gallen e Will Chambers che si classificano regolarmente tra loro in tali match.

## Tifosi
I Cronulla-Sutherland Sharks ricevono supporto da gruppi di tifosi, tra cui il "Cronulla-Sutherland Supporters Club", il sito web dei tifosi "Sharks Forever" e il forum dei tifosi "Sharks Forever".
I tifosi dei Cronulla-Sutherland Sharks sono diventati famosi per gli "Spirit Fingers" (o "jazz fingers", una mossa di danza in cui si muovono entrambe le mani aperte sono, mentre le dita allargate vengono mosse)  quando qualcuno tira un calcio piazzato .
Tra le celebrità che sono tifosi degli Sharks, figurano:
- Lara Bingle, attrice e modella
- John Boldeman, scienziato nucleare
- Stuart Clark, ex-crickettista
- Bill Collins, critico cinematografico
- Peter Costello, ex-tesoriere federale
- Brendan Cowell, attore, sceneggiatore, comico e regista
- Dave Faulkner, musicista rock australiano
- Cathy Freeman, ex-velocista australiana
- Samuel Johnson, attore, presentatore radiofonico, voce fuori campo e filantropo
- Brendan Jones, presentatore radiofonico
- Daniel MacPherson, attore e presentatore televisivo
- Elle Macpherson, modella
- Glenn McGrath, ex crickettista e commentatore sportivo
- Scott Morrison, 30º Primo ministro dell'Australia[20]
- Shannon Noll, cantante e cantautore
- Mark Occhilupo, surfista
- Glenn Wheeler personalità radiofonica
- Markus Zusak, scrittore